# Лион, Якоб
Якоб Лион — нидерландский художник XVII века. Работал в основном в жанре портрета. Написал один групповой портрет.

## Биография
Родился в Амстердаме. С 1611 по 1613 год жил в Гааге, затем в 1615 по 1619 год работал в Риме, после этого вновь вернулся в Гаагу. Женился в 1612 году в Гааге на Магдалене Эбелейн (1590—1665), дочери Альбрехта Эбелейна, также художника. Отец нескольких детей, из которых Якоб Леон де Фюйтер (Jacob Leon de Fuyter, 1619—1686) был актёром и художником, а Леонард де Фюйтер (Leonard de Fuyter, 1622—1658) — актёром и драматургом.
Работал в портретном жанре. Лиону приписывается созданный в 1628 году «Групповой портрет стрелков роты капитана Якоба Питерса Хогкамера и лейтенанта Питера Якобса Ван Рейна» (ныне в Амстердамском музее).